# Cantó de Dozulé
El cantó de Dozulé és un cantó francès del departament de Calvados, situat al districte de Lisieux. Té 25 municipis i el cap es Dozulé.

## Municipis
- Angerville
- Annebault
- Auberville
- Basseneville
- Bourgeauville
- Branville
- Brucourt
- Cresseveuille
- Cricqueville-en-Auge
- Danestal
- Dives-sur-Mer
- Douville-en-Auge
- Dozulé
- Gonneville-sur-Mer
- Goustranville
- Grangues
- Heuland
- Houlgate
- Périers-en-Auge
- Putot-en-Auge
- Saint-Jouin
- Saint-Léger-Dubosq
- Saint-Pierre-Azif
- Saint-Samson
- Saint-Vaast-en-Auge

## Història
| Data d'elecció                           | Identitat       | Partit        | Qualitat |
| ---------------------------------------- | --------------- | ------------- | -------- |
| 1945-19..                                | M. Heuzé        | RGR           |          |
| 19..-1984                                | André Lenormand | PCF           |          |
| 1984-1998                                | Bernard Magne   | UDF           |          |
| 1998-                                    | Olivier Colin   | Divers droite |          |
| les dades anteriors no són pas conegudes |                 |               |          |
|                                          |                 |               |          |

## Demografia
| A partir de 1990: Població sense dobles comptes |